# Eduard A. Melchior
Eduard A. Melchior   (Rotterdam, 1861 - 1907), nom complet Eduard Abraham Melchior, fou un compositor i musicòleg neerlandès. A més de diverses composicions de molt mèrit, és autor d'una obra titulada Wetenschappelijk en biographisch woordenboek der toonkunst (1889), que conté interessants dades sobre els músics neerlandesos.